# Вишня (Фастівський район)
Ви́шня — село Томашівської сільської громади Фастівського району Київської області. Населення становить 31 особу.

## Населення

### Мова
Розподіл населення за рідною мовою за даними перепису 2001 року:
| Мова       | Кількість | Відсоток |
| ---------- | --------- | -------- |
| українська | 29        | 93.55%   |
| російська  | 2         | 6.45%    |
| Усього     | 31        | 100%     |